# Khánh Minh
Khánh Minh (tiếng Trung: 慶明; 27 tháng 1 năm 1733 – 30 tháng 9 năm 1750) là một hoàng thân của nhà Thanh trong lịch sử Trung Quốc, người thừa kế 1 trong 12 tước vị Thiết mạo tử vương.

## Cuộc đời
Khánh Minh sinh vào giờ Ngọ ngày 12 tháng 12 (âm lịch) năm Ung Chính thứ 10 (1732), trong gia tộc Ái Tân Giác La. Ông là con trai trưởng của Bình Mẫn Quận vương Phúc Bành, mẹ ông là Trắc Phúc tấn Qua Nhĩ Giai thị (瓜爾佳氏). Năm Càn Long thứ 13 (1748), phụ thân ông qua đời, ông được thế tập tước vị Bình Quận vương (平郡王) đời thứ 6, tức Khắc Cần Quận vương đời thứ 8. Năm thứ 15 (1750), ngày 1 tháng 9 (âm lịch), ông qua đời khi mới 19 tuổi, được truy thụy Bình Hy Quận vương (平僖郡王). Ông lúc sinh thời không có con, nên tước vị sẽ do Khánh Hằng (慶恆), con trai của Bối tử Phúc Tú (福秀) – em trai của Phúc Bành thế tập.